# Al-Zahir
Abu al-Hasan Ali ibn al-Hakim (arabsko أبو الحسن علي ابن الحاكم), bolj znan kot al-Zahir li-izaz Din Alah (arabsko الظاهر لإعزاز دين الله, dobesedno 'Tisti, ki odkrito nastopa, da bi okrepil Božjo vero'), je bil sedmi kalif Fatimidskega kalifata, ki je vladal od leta 1021 do 1036, * 20. junij 1005, † 13. junij 1036.
Na položaj kalifa je prišel po izginotju njegovega očeta al-Hakima bi-Amr Alaha.

## Vladanje
Po  al-Hakimovem izginotju 14. februarja 1021 je oblast prevzela njegova sestra Sit al-Mulk. Prezrla je al-Hakimovo imenovanje bratranca Abd al-Rahima ibn Iljasa za njegovegas naslednika in namesto njega na prestol povzdignila al-Hakimovega šestnajstletnega sina Alija. Ali je 28. marca prejel javno prisego zvestobe in privzel vladarsko ime al-Zahir li-izaz Din Alah. Njegov tekmec Abdul-Kasim, guverner Damaska, je bil odpoklican v Kairo, kjer je nekaj mesecev kasneje umrl, domnevno zaradi samomora.
Do njene smrti februarja 1023 je vladala Sit al-Mulk, ki se je po besedah zgodovinarja Thierryja Bianquisa izkazala za "pravo državnico".
Al-Zahir je bil prvi fatimidski monarh, ki je odgovornost vladanja preložil na svoje uradnike, s čimer je začel trend, ki je sčasoma vodil v popolno politično nemoč fatimidskih kalifov. 
Med njegovim vladanjem je fatimidska država zdrsnila v krizo. V Egiptu sta lakota in kuga v letih 1023–1025 povzročili brezvladje, v Palestini in Siriji pa je prišlo do upora beduinov (1024–1029). Koalicijo upornikov je razdrobila fatimidska diplomacija, zatem pa jo je  general Anuštakin al-Dizbari tudi vojaško porazil.
Leta 1028 je Ali ibn Ahmed Džardžaraj iz vladajočega kroga  uspel odstraniti svoje kolege in prevzeti položaj vezirja. Na položaju je ostal do leta 1045. Vzpostavil je dobre odnose z Bizantinskim cesarstvom, čeprav je bila suverenost nad okolico  Alepa ves čas sporna in včasih tudi vzrok za oborožene spopade. Da bi izboljšal odnose z Bizancem in krščanskimi podložniki kraljestva, je z bizantinskim cesarjem Romanom III. sklenil sporazum, s katerim je odobril obnovo bazilike Božjega groba, uničene leta 1009. Gradbena dela, ki so jih financirali Bizantinci, so se začela šele leta 1042.

### Preganjanje druzov
Naslednjih sedem let so se druzi soočali s krutim preganjanjem novega kalifa al-Zahirja, ki je želel izkoreniniti njihovo vero. Preganjanje je bilo posledica boja za oblast znotraj fatimidskega cesarstva, v katerem so na druze gledali sumničavo, ker niso hoteli priznati novega kalifa za svojega imama. V skupnost druzov so se vrinili številni vohuni in provokatorji, predvsem privrženci al-Darazija, in začeli povzročati težave in mazati njihov ugled. To je povzročilo trenja z novim kalifom, ki je nato z vojsko krenil na druze.  Spopadi so segali od Antiohije do Aleksandrije. Druzi to mračno obdobje imenujejo mihna. Največji pokol je bil v Antiohiji, kjer je bilo ubitih 5.000 uglednih druzov. Sledil je pokol v Alepu. Posledično so šli verniki v  ilegalo v upanju na preživetje. Ujeti so bili prisiljeni odpovedati se veri ali so bili ubiti. Leta 1038, dve leti po al-Zahirjevi smrti, se je gibanje druzov lahko obnovilo, ker je imelo novo vodstvo kalifata  prijateljske politične vezi z vsaj enim vidnim voditeljem druzov.

## Smrt in nasledstvo
Al-Zahir je po šestnajst letih vladanja 13. junija 1036 umrl zaradi kuge. Kot osmi kalif ga je nasledil sin s prestolnim imenom al-Munstanzir.